# Mega XLR
Mega XLR (engleză Megas XLR) este un serial american de desene animate creat de Jody Schaeffer și George Krstic pentru Cartoon Network. Serialul se concentrează pe doi adolescenți, Coop și Jamie, care găsesc un robot din viitor, denumit M.E.G.A.S., într-o groapă de fiare vechi din New Jersey. Coop modifică robotul și îl numește "XLR". Alături pe Kiva, pilotul original al robotului, ei apără Pământul de extratereștrii Glorft. Serialul este un omagiu și o parodie la anime-uri mecha (cu roboți).
Schaeffer și Krstic au conceput ideea pentru un serial de animație, în care personajul principal pilotează un robot folosindu-și abilitățile de jucător de jocuri video. Episodul-pilot, LowBrow, a fost difuzat în 2002 ca parte a evenimentului Cartoon Cartoons Weekend Summerfest al canalului TV american "Cartoon Network", ca să determine ce pilot va devenin un serial Cartoon Cartoons; a fost cel mai popular printre spectatori. Serialul a fost difuzat ca parte a blocului de programe Toonami din 1 mai 2004 până pe 26 ianuarie 2005 pentru 26 de episoade, înainte să fi fost anulat din cauza vizionărilor scăzute.
Deși a fost anulat, serialul a fost bine primit. După anulare au existat niște eforturi și petiții din partea fanilor de a continua serialul.
Megas XLR a fost realizat de Cartoon Network Studios; Titmouse, Inc. a realizat titlul de început și a contribuit la animație adițională în sezonul 1.

## Despre serial
Serialul se învârte în jurul a trei adolescenți: Harold "Coop" Cooplowski, Kiva Andru și Jamie plimbându-se într-un robot, numit "Megas XLR", salvând universul de monștri.

## Episoade
| Premiera originală | Premiera în România | N/o | Titlu român                                             | Titlu original                       |
| ------------------ | ------------------- | --- | ------------------------------------------------------- | ------------------------------------ |
|                    |                     |     |                                                         |                                      |
| EPISOD PILOT       |                     |     |                                                         |                                      |
|                    |                     |     |                                                         |                                      |
| 23.08.2002         |                     | 00  | —                                                       | LowBrow: Test Drive                  |
|                    |                     |     |                                                         |                                      |
| PRIMUL SEZON       |                     |     |                                                         |                                      |
|                    |                     |     |                                                         |                                      |
| 01.05.2004         | 05.02.2005          | 01  | Testare                                                 | Test Drive                           |
|                    |                     |     |                                                         |                                      |
| 01.05.2004         | 20.03.2005          | 02  | Bătălie mare                                            | Battle Royale                        |
|                    |                     |     |                                                         |                                      |
| 08.05.2004         | 12.02.2005          | 03  | Pur și simplu mi-am dorit un suc!                       | All I Wanted Was A Slushie           |
|                    |                     |     |                                                         |                                      |
| 15.05.2004         | 13.02.2005          | 04  | Grasul și furiosul                                      | The Fat and The Furious              |
|                    |                     |     |                                                         |                                      |
| 22.05.2004         | 19.02.2005          | 05  | Sistem bruiat                                           | Buggin The System                    |
|                    |                     |     |                                                         |                                      |
| 29.05.2004         | 20.02.2005          | 06  | Cină la TV                                              | TV Dinner                            |
|                    |                     |     |                                                         |                                      |
| 05.06.2004         | 20.12.2007          | 07  | Evadarea                                                | Breakout                             |
|                    |                     |     |                                                         |                                      |
| 07.06.2004         | 26.02.2005          | 08  | Frate, unde mi-e capul?                                 | Dude, Where’s My Head?               |
|                    |                     |     |                                                         |                                      |
| 31.07.2004         | 27.02.2005          | 09  | Băiat rău                                               | Bad Guy                              |
|                    |                     |     |                                                         |                                      |
| 14.08.2004         | 05.03.2005          | 10  | Nedorit în portbagaj                                    | Junk In The Trunk                    |
|                    |                     |     |                                                         |                                      |
| 21.08.2004         | 06.03.2005          | 11  | DMV: Biroul pentru investigarea încălcărilor Megas-ului | DMV: Department Of Megas Violations  |
|                    |                     |     |                                                         |                                      |
| 28.08.2004         | 12.03.2005          | 12  | Isprava lui Coop                                        | Coop D’Etat                          |
|                    |                     |     |                                                         |                                      |
| 04.09.2004         | 13.03.2005          | 13  | Scaunul șoferului                                       | The Driver’s Seat                    |
|                    |                     |     |                                                         |                                      |
| SEZONUL 2          |                     |     |                                                         |                                      |
|                    |                     |     |                                                         |                                      |
| 16.10.2004         | 11.06.2005          | 14  | Gagici fantastice                                       | Ultra Chicks                         |
|                    |                     |     |                                                         |                                      |
| 23.10.2004         | 12.06.2005          | 15  | Întoarcerea                                             | The Return                           |
|                    |                     |     |                                                         |                                      |
| 30.10.2004         | 20.01.2006          | 16  | Nu-i spune mamei că Coop e dădaca                       | Don’t Tell Mom The Babysitter’s Coop |
|                    |                     |     |                                                         |                                      |
| 06.11.2004         | 18.06.2005          | 17  | Viva Las Megas                                          | Viva Las Megas                       |
|                    |                     |     |                                                         |                                      |
| 13.11.2004         | 19.06.2005          | 18  | Competiție de Ziua Recunoștinței                        | Thanksgiving Throwdown               |
|                    |                     |     |                                                         |                                      |
| 20.11.2004         | 25.06.2005          | 19  | Salvați S-Force!                                        | S-Force S.O.S.                       |
|                    |                     |     |                                                         |                                      |
| 27.11.2004         | 26.06.2005          | 20  | Frumusețe cosmică                                       | Space Booty                          |
|                    |                     |     |                                                         |                                      |
| 04.12.2004         | 02.07.2005          | 21  | Eliminați-o!                                            | Terminate Her                        |
|                    |                     |     |                                                         |                                      |
| 11.12.2004         | 14.08.2005          | 22  | Gheață Megas                                            | Ice Ice Megas                        |
|                    |                     |     |                                                         |                                      |
| 18.12.2004         | 09.07.2005          | 23  | Un Megas precis                                         | A Clockwork Megas                    |
|                    |                     |     |                                                         |                                      |
| 01.01.2005         | 10.07.2005          | 24  | Telecomandă universală                                  | Universal Remote                     |
|                    |                     |     |                                                         |                                      |
| 08.01.2005         | 03.07.2005          | 25  | Oglindă, oglindă retrovizoare                           | Rearview Mirror, Mirror              |
| 15.01.2005         | 17.07.2005          | 26  | Oglindă, oglindă retrovizoare                           | Rearview Mirror, Mirror              |
|                    |                     |     |                                                         |                                      |